# National Health Federation
National Health Federation är en alternativmedicinsk lobbyinggrupp baserad i Kalifornien i USA.
Verksamheten startates av Fred J. Hart år 1955 efter att han av U.S. Food and Drug Administration beordrats sluta marknadsföra strålterapiapparater.
American Cancer Society rekommenderar patienter att undvika de produkter som saluförs av NHF och Quackwatch beskriver NHF som "antagonistic to accepted scientific methods as well as to current consumer-protection law." (motståndare till accepterad vetenskaplig metod och rådande konsumentskyddslagstiftning).